# 4493 Naitomitsu
4393 Naitomitsu (tên chỉ định: 1988 TG1) là một tiểu hành tinh vành đai chính. Nó được phát hiện bởi Takuo Kojima ở YGCO Chiyoda Station ở Nhật Bản ngày 14 tháng 10 năm 1988. Nó được đặt theo tên Mitsu Naito, the mother thuộc Chiaki Mukai, the first Japanese astronaut.